# Гилл, Рен
Рен Эрин Гилл (Пустой шаблон {{ВД-Преамбула}} ), известный под псевдонимом Рен — валлийский певец, автор песен, музыкант, рэпер, продюсер и режиссёр, удостоенный множества наград. Рен является бывшим участником Trick the Fox и The Big Push. Артист самостоятельно выпустил два альбома: Freckled Angels (2016) и Sick Boi (2023). Его второй полноценный альбом Sick Boi занял первое место в британских чартах 20 октября 2023 года. Рен также занял 4 место в чарте Billboard Emerging Artists и 54 место в чарте Billboard 100 Artists.
Рен обрёл популярность после выхода сингла «Hi Ren» в 2022 году. Песня собрала 6,8 миллионов просмотров на YouTube за два месяца и попала в мировой чарт самых популярных музыкальных клипов на платформе. Песня получила почетное упоминание в номинации «Лучший европейский видеоклип» на церемонии вручения премии Prague Music Video Awards и была номинирована на премию Camerimage 2023 в категории «Лучший видеоклип».
Сингл «Money Game part 3», вошедший во второй студийный альбом Рена Sick Boi, завоевал множество наград, включая «Лучшее музыкальное видео», «Лучший режиссёр», «Лучшая концепция», клип также был отмечен за лучшую операторскую работу. Сингл также вошел в шорт-лист премии British Arrows Y24 в категориях «Режиссёр музыкального клипа» и «Продюсер музыкального клипа».